# شهرداری پلاو
شهرداری پلاو (به لاتین: Plav Municipality) یک منطقهٔ مسکونی در مونته‌نگرو است که در مونته‌نگرو واقع شده‌است. شهرداری پلاو ۳۲۸ کیلومتر مربع مساحت و ۹٬۰۸۱ نفر جمعیت دارد.